# Miloud Mourad Benamara
Miloud Mourad Benamara (né le 28 octobre 1977) est un acteur italo-algérien, connu pour son rôle de balayeur de rue dans le film de James Bond, Spectre (2015),.

## Biographie
Algérien originaire de la ville d'Oran, il vit en Italie depuis 2006, à Rome. Après diverses expériences à la télé et au cinéma, il est découvert dans le cinéma populaire italien par Alessandro Siani qui le voulait dans sa comédie Si accettano miracoli (2015).
En 2021
Ridley Scott l'a choisi pour jouer le rôle d'Omar, l'un des 3 hommes d'affaires irakiens, dans house of Gucci, avec Al Pacino jouant Aldo Gucci.

## Filmographie

### Film[4]
- 2014 : Ameluk [ it ]
- 2014 : Vite in gioco
- 2015 : Si accettano miracoli
- 2015 : 007 Spectre[5]
- 2016 : Poveri ma ricchi
- 2017 : Finalmente sposi [ it][6]
- 2021 : House of Gucci de Ridley Scott :  Omar

### Télévision[4]
- 2011 : Un amore e una vendetta
- 2012 : Benvenuti a tavola – Nord vs Sud [ it ]
- 2013 : Benvenuti a tavola - Nord vs Sud
- 2016 : Rocco Schiavone
- 2016 : Laura & Paola
- 2018 : I delitti del BarLume (it)
- 2019 : Giustizia par tutti
- 2019 : Nour[7]
- 2021 : Mina Settembre

## Prix
- En 2019, il a remporté au festival international du film Quercianella dans la province de Livourne le prix du meilleur acteur pour le court métrage Humam de Carmelo Segreto ( Premio Quercia )[8].
- En 2024, il reçoit le prix du Meilleur Acteur Protagoniste : dans Le Curieux Spectacle de M. Ortis lors du Festival du Film Sikania, Italie, 2024, Sicile[9].